# Kontina
Kontina (también denominada: Kontina trio, o Pikumi) es una villa indígena en el distrito de Sipaliwini, Surinam. Está situada a unos 280 km al sur de la ciudad de Paramaribo.
La villa se compone de un caserío habitado por unas 60 personas. 
Kontina se encuentra a unos 150 m snm, y está ubicada a unos 2 km de las villas de Popokai y Intelwakonde, a 5.2 km de la villa de Pepejoe, a 8.3 km de la villa de Pisori y a 20 km del poblado de Alopi.